# متحف الرياضيات
متحف الرياضيات أفتتح متحف الرياضيات في جامعة القدس بتمويل من المفوضية الأوروبية، منظمة الأمم المتحدة للتربية والعلوم والثقافة في 12شباط 2007 حيث بدأ العمل ليكون أول متحف للرياضيات من نوعه على أرض الوطن والعالم يتبنى أسلوب التعليم التفاعلي المباشر كوسيلة لتعليم الرياضيات.
يعتبر الرياضيات من أهم المعالم العلمية في الجامعة حيث يعرض عدد كبير من المعروضات التفاعلية العلمية التي تفسر الكثير من الظواهر الطبيعية من الناحية العلمية كما وتسهم في تسهيل فهم العديد من نظريات الرياضيات من خلال توفير القدرة على التفاعل العملي المباشر مع هذه المعروضات. وتتجلى أهمية هذا الأسلوب في الكثير من الدراسات والأبحاث الدولية التي أثبتت مدى نجاحه في ترسيخ الفكرة العلمية من خلال التفاعل العملي المحسوس مما يثير فضول الزائر ويفتح آفاقا جديدة عنده لمزيد من الإبداع والإبتكار.

## أهداف المتحف
إثارة الفضول العلمي لدى الزوار واستقطاب الأفكار ووجهات النظر المتعلقة بتحسين وتطوير وتمكين الزوار من مناقشة النظريات العلمية وإثارة الأسئلة المتعلقة بالرياضيات، كما ويعمل على زيادة فاعلية أساليب تعليم الرياضيات والطرق الضرورية في عملية التعليم .

## إنجازات المتحف
احتفل متحف الرياضيات بتنصيب سفراء متحف الرياضيات، وإطلاق كتاب وسائل الرياضيات 2022-2023، كما وكرم المتأهلين لمسابقة وسائل الرياضيات التعليمية 2023،والمشاركين في إعداد كتاب وسائل الرياضيات إضافة إلى عقد ورشة عمل خاصة بالمعلمين المتأهلين للمسابقة، بحضور ممثلين عن وزارة التربية والتعليم، وأساتذة من عدة مدارس من مختلف محافظات الوطن.
وكان راعياً لمسابقات علمية وطنية كمسابقة سوبر باي وإنتاج الوسائل التعليمية التي تهدف إلى إبراز المواهب العلمية في تحويل النظريات الرياضية المجردة إلى وسائل تعليمية تفاعلية تساهم في تطوير العملية التعليمية ومبحث الرياضيات لجميع المراحل الدراسية.